# 富士伊豆農業協同組合
富士伊豆農業協同組合（ふじいずのうぎょうきょうどうくみあい）は、静岡県沼津市下香貫に本店を置く農業協同組合。愛称は「JAふじ伊豆」。

## 概要
伊豆太陽農業協同組合、三島函南農業協同組合、伊豆の国農業協同組合、あいら伊豆農業協同組合、南駿農業協同組合、御殿場農業協同組合、富士市農業協同組合、富士宮農業協同組合が合併し、2022年4月1日に発足した。

## 地区本部
旧来の農協の区域は、地区本部に移行した。
- 旧伊豆太陽農業協同組合
  - 管区：下田市、賀茂郡東伊豆町、同郡河津町、同郡南伊豆町、同郡松崎町、同郡西伊豆町
- 旧三島函南農業協同組合
  - 管区：三島市、田方郡函南町
- 旧伊豆の国農業協同組合
  - 管区：伊豆の国市、伊豆市、沼津市旧戸田村
- 旧あいら伊豆農業協同組合
  - 管区：伊東市、熱海市
- 旧南駿農業協同組合
  - 管区：裾野市、駿東郡清水町、同郡長泉町、沼津市旧沼津市
- 旧御殿場農業協同組合
  - 管区：御殿場市、駿東郡小山町
- 旧富士市農業協同組合
  - 管区：富士市
- 旧富士宮農業協同組合
  - 管区：富士宮市